# Solstickan
Solstickan är en svensk stiftelse till förmån för barn och gamla, som bildades 1936. Stiftelsen får sin intäkter från försäljningen av tändsticksaskar och tändare försedda med Solstickans symbol, skapad av konstnären Einar Nerman. Under 1930-talet var tändstickan fortfarande en dagligvara för många.
Olof H Hanson satt i styrelsen för Ekedalens barnhem i Göteborg. Han låg bakom idén i Sverige om att sälja tändstickor för välgörande ändamål. För att få in pengar till Ekedalen, började man sälja Barnhemsstickan, som sedan kom att utvecklas till Solstickan.
Initiativet till bildandet av stiftelsen Solstickan togs av Svenska Tändsticksförsäljningsbolagets vd Mathias Hallgren.
När Einar Nerman fick uppdraget att rita en etikett till tändsticksaskarna, var det bråttom  och han använde då en av sina tidigare teckningar föreställande Tummelisa (illustration till en H.C. Andersensaga) som bar en fackla. Nermans son Tom hade stått modell, och konstnären gjorde nu om flickan till en pojke, tog bort facklan och målade en sol i övre vänstra hörnet. Det sägs att Nerman fick 200 kronor för teckningen, vilken senare blivit ett av världens kanske mest reproducerade konstverk.
De första tändstickorna kom ut på marknaden i början av februari 1936, och i oktober samma år hade Solstickan genererat 170 000 kronor. En stor del av stiftelsens pengar går till forskning om barnsjukdomar och geriatrik.
Sedan 1986 delar stiftelsen ut Solstickepriset.